# Olováry
Olováry (do roku 1927 Olováre; maďarsky Óvár) je obec na jižním Slovensku v okrese Veľký Krtíš. Obec leží v mírném údolí v Ipeľské kotlině, součásti většího celku s názvem Jihoslovenská kotlina, při Koniarském potoku v povodí řeky Ipeľ, nedaleko státní hranice s Maďarskem.

## Historie
Olováry jsou poprvé písemně zmíněny v roce 1245 jako Olwar. Podle kanonické vizitace z roku 1731 se uvádí, že kostel existuje od roku 1076. Místní název Óvár (= Starý hrad) má odkazovat na bývalý dřevěný hrad na Kamenném vrchu. Od 14. do 16. století byla obec součástí panství divínského hradu. V roce 1554 byly Olováry dobyty Turky. V první polovině 17. století byla obec zpustošena válečným chaosem a teprve po roce 1680 byla obnovena. V roce 1715 zde bylo 14 domácností, v roce 1828 64 domů a 648 obyvatel, kteří byli zaměstnáni jako rolníci a vinaři. V druhé polovině 19. století až do roku 1912 byl v Amálijské štole hnědouhelný důl, který však v relativním vyjádření nepatřil k nejvýznamnějším dolům. Kvůli prvnímu vídeňskému arbitrážnímu nálezu byly Olováry v letech 1938 až 1944 součástí Maďarska.
Při sčítání lidu v roce 2011 žilo v Olovárech 302 obyvatel, z toho 228 Maďarů a 74 Slováků.

## Pamětihodnosti
- Římskokatolický kostel svaté Alžběty z roku 1883